# Colegiales
Colegiales è un quartiere (o barrio) di Buenos Aires, capitale dell'Argentina. Si trova tra le vie: Av. Alvarez Thomas, Av. Foresta, Av. Avenida de los Incas, Virrey del Pino, Cabildo, Jorge Newbery, Cramer e Av. Dorrego.
Nel quartiere ci sono grandi e alti edifici che vanno dal Colegiales alla stazione di Avenida Cabildo. 
Secondo uno studio condotto presso l'Università de La Plata, Colegiales è il quartiere con la migliore qualità della vita della città di Buenos Aires, seguita da San Nicolás e Villa Ortúzar.

## Sport
Nel quartiere sorse il Club Atlético Colegiales che successivamente si trasferì a Munro, nel partido di Vicente López, nella provincia di Buenos Aires.